# Mariosousa salazarii
Mariosousa salazarii är en ärtväxtart som först beskrevs av Nathaniel Lord Britton och Joseph Nelson Rose, och fick sitt nu gällande namn av Seigler och Ebinger. Mariosousa salazarii ingår i släktet Mariosousa och familjen ärtväxter. Inga underarter finns listade i Catalogue of Life.